# Bucze (Przewóz)
Bucze (deutsch Buchwalde) ist ein Dorf in der Landgemeinde Przewóz (Priebus) im Süden des Powiat Żarski (Sorau) sowie der Woiwodschaft Lebus.

## Geographie

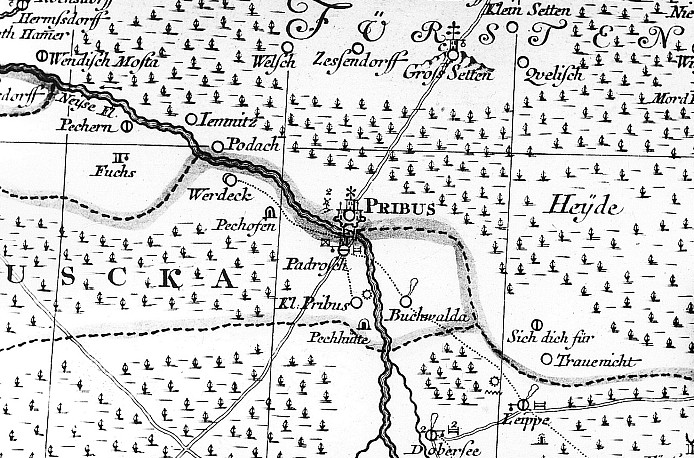
Schenks Oberlausitzkarte von 1759: Buchwalda liegt in der oberlausitzischen Standesherrschaft Muskau, im Norden und Osten daran grenzt das schlesische Herzogtum Sagan, im Süden setzt sich die Oberlausitz fort.

Das Dorf liegt südlich des Dorfes Przewóz (Priebus) zwischen der Lausitzer Neiße im Westen und der Woiwodschaftsstraße 350 im Osten. Die Höhenunterschiede betragen mehr als 10 Meter; der Haltepunkt der Kleinbahn lag bei 142,2 m ü. NN, das Wehr am Neißeufer liegt etwa auf 136 m ü. NN
Nachbarorte sind Jamnno (Sichdichfür) und Lipna (Leippa) im Südosten, Dobrzyń (Dobers) im Süden, Klein Priebus im Westen direkt gegenüber am anderen Neißeufer sowie Podrosche im Nordwesten.

## Geschichte
Das Gassendorf Buchwalde, das ursprünglich wohl zur Herrschaft Priebus gehörte und bis ins 17. Jahrhundert nach Priebus eingepfarrt war, gehörte spätestens ab 1450 zur Herrschaft Muskau. Da es zwischen der Muskauer und der Priebuser Herrschaft immer wieder zu Streitigkeiten wegen der Muskauer Dörfer im Neißebogen bei Priebus kam, wurde in Muskau über den Verkauf der Dörfer Werdeck, Podrosche, Klein Priebus und Buchwalde nachgedacht. Es kam zwar nicht zum Verkauf, Buchwalde war jedoch in der Folgezeit für einige Jahre verlehnt. Spätestens seit 1552 unterstand der Ort wieder den Muskauer Herren.
Buchwalde war über ein Jahrhundert lang Standort eines Eisenhammers, der vom Neißewasser angetrieben wurde. Seine Anfänge sind wahrscheinlich um das Jahr 1509 anzusiedeln, und es wurde vorwiegend Raseneisenerz aus der näheren Umgebung verschmolzen. Aus einem Urbar der Herrschaft aus dem Jahr 1552 geht hervor, dass der Hammer etwa 25 Wochen im Jahr betrieben wurde.
Bei Ausbruch des Dreißigjährigen Krieges hatte Buchwalde über 100 Einwohner, die zumeist im Hammer arbeiteten. Durch Kriegseinwirkungen wurde der Hammer zerstört und die Bevölkerungszahl sank. Vier der sechs Muskauer Hämmer konnten in der Nachkriegszeit wieder aufgebaut werden, so auch der in Buchwalde. Durch die Einfuhr billigen Eisens aus Schlesien wurde die Eisenproduktion immer unrentabler, so dass wenige Jahre nach ihrem Aufbau die Hämmer in Mocholz und Buchwalde in den späten 1660er Jahren endgültig geschlossen wurden.
Nach dem Verbot des evangelischen Glaubens in Schlesien und der Schließung der evangelischen Kirche in Priebus im Jahr 1668 wurde eine evangelische Kirchgemeinde in Podrosche gegründet, zu der auch Buchwalde gehörte.
Nachdem Sachsen in den napoleonischen Kriegen an französischer Seite kämpfte, musste es im Wiener Frieden von 1815 die östlichen Teile der Oberlausitz an Preußen abtreten. In der Folge wurde Buchwalde dem Landkreis Rothenburg zugeordnet. Im August 1826 brannte in Klein Priebus die Mühle ab. Das Feuer sprang auf Gebäude in Buchwalde über, so dass „das Dorf fast ganz nieder[brannte].“

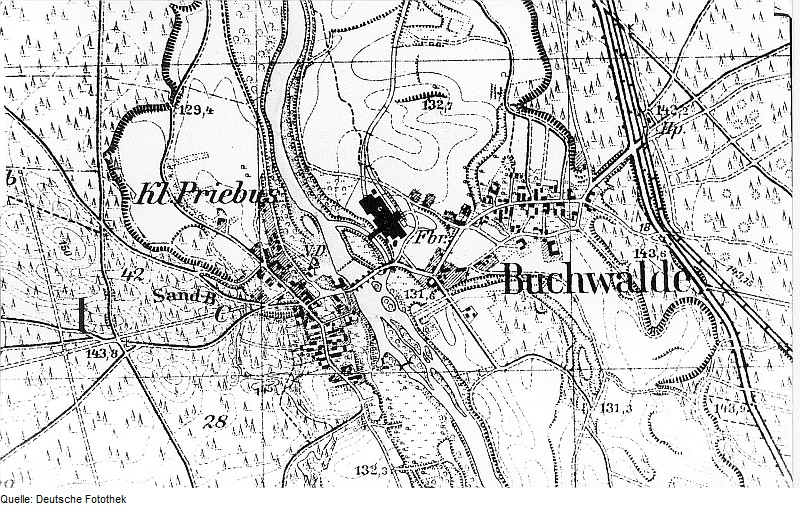
Ausschnitt eines Messtischblattes: Klein Priebus und Buchwalde

Durch den Bau der Kleinbahn Horka–Rothenburg–Priebus erhielt Buchwalde 1907 einen Bahnanschluss. Von Buchwalde aus wurde ein Nebengleis über die Neiße zur Kleinpriebuser Papierfabrik gelegt.
Am 1. April 1938 erfolgten mehrere Gemeindezusammenschlüsse in der Gegend um Priebus, unter anderem wurde Klein Priebus nach Buchwalde eingemeindet.
Nach dem Zweiten Weltkrieg verlief die neue Grenzlinie zwischen Deutschland und Polen durch die Gemeinde. Klein Priebus wurde wieder eine eigenständige Gemeinde und Buchwalde gelangte unter dem Namen Bucze unter polnische Verwaltung.
Die Bahnbrücke, die durch Kriegseinwirkungen teilweise zerstört war, wurde nach dem Krieg nicht mehr aufgebaut und die Bahnstation nicht mehr bedient.

### Bevölkerungsentwicklung
| Jahr | Einwohner |
| ---- | --------- |
| 1782 | 99        |
| 1910 | 197       |
| 1919 | 210       |
| 1939 | 437       |

Dem Urbar von 1552 ist zu entnehmen, dass in Buchwalde zehn besessene Mann und fünf Häusler wirtschafteten. Für das Jahr 1630 ist eine Einwohnerzahl von neun besessenen Mann, zwei Gärtnern und 11 Häuslern übermittelt, jedoch reduzierte diese sich im weiteren Verlauf des Dreißigjährigen Krieges (1618–1648) sehr stark, so dass 1647 noch 15 Wirtschaften bewohnt waren und die restlichen sieben wüst lagen. Bereits 1660 waren wieder 20 Wirtschaften bewohnt, davon 11 besessene Mann, zwei Gärtner und sieben Häusler. Während 1708 noch ein zusätzlicher Gärtner zu verzeichnen war, nahm die Einwohnerzahl in der Folgezeit ab. Für das Jahr 1782 sind mit fünf besessenen Mann, drei Gärtnern und sieben Häuslern nur noch 15 bewohnte Wirtschaften überliefert. Bis 1810 stieg die soziale Struktur leicht an, gegenüber 1782 gab es einen Häusler weniger und zwei besessene Mann mehr.
Zwischen 1782 und 1910 verdoppelte sich die Zahl der Einwohner von rund 100 auf fast 200. Durch einen weiteren leichten Anstieg sowie die Eingemeindung von Klein Priebus wurden im Mai 1939 437 Einwohner ermittelt.